# Cedevita
La Cedevita d.o.o. è una società croata produttrice di bevande istantanee.
La Cedevita nasce all'interno della Pliva, con alle spalle una storia che si ricollega agli anni venti, e nel 2001 viene parzialmente quotata in borsa dalla Atlantic Grupa.
La prima sede industriale della Cedevita venne stabilita nel 1929 a Zagabria nella zona detta Borongaj, dove la società risiede tuttora. Qui verranno fabbricati per la prima volta in Croazia prodotti dimagranti e inizierà una collaborazione con la Wander AG in Svizzera.
La prima lavorazione di prodotti a base di erbe e di tè comincia nel 1947 con la costruzione della fabbrica "Biljana" a Traù, dotata di macchinari per la lavorazione dei prodotti summenzionati.
Oggi la Cedevita ha un'esperienza trentennale nella produzione di bevande istantanee e fa riferimento ai più elevati criteri di qualità delle industrie farmaceutiche.
Nella società, l'Atlantic Grupa svolge il ruolo di distribuzione dei prodotti non solo in Croazia, ma anche all'estero. Per il momento i prodotti della Cedevita vengono esportati in Slovenia, Bosnia ed Erzegovina e Macedonia del Nord.
Il suo prodotto più noto è la bevanda istantanea Cedevita al gusto di arancia, limone e ultimamente di altri sapori, a carattere leggermente gassoso e multivitaminico, che si consiglia di bere non più di otto volte al giorno.